# Anrepowie

Herb Anrep

Anrepowie (ros. Анрепы) – szwedzko-rosyjski ród szlachecki.
Ród wywodził się z Anreppen, wsi nad rzeką Lippe w Westfalii (obecnie część Delbrücku). W XV wieku Anrepowie należący do Zakonu Krzyżackiego, osiedlili się w Liwonii. W 1626 roku, podczas wojny trzydziestoletniej, kraina ta znalazła się pod panowaniem Szwecji.
Anrepowie wkrótce naturalizowali się w Szwecji i zostali wprowadzeni do Riddarhuset (Dom Rycerstwa i Szlachty w Sztokholmie) w 1635 roku. Według Słownika encyklopedycznego Brockhausa i Efrona, German von Anrep był feldmarszałkiem w Szwecji w XVI wieku, a niektórzy Anrepowie służyli później w wojsku francuskim i pruskim.
W 1710 roku, podczas III wojny północnej, kapitan w szwedzkiej armii Frederick Wilhelm I von Anrep został pojmany i przewieziony do Moskwy jako jeniec. Zapoczątkował on rosyjską gałąź Anrepów, służących carowi. Rosyjscy Anrepowie pozostali protestantami. Należeli tu:
- Roman Karłowicz von Anrep (ur. 1760, zm. 25 stycznia 1807) – rosyjski generał kawalerii, walczył w wojnach napoleońskich. Zginął w bitwie pod Morągiem.
- Roman Romanowicz von Anrep (zm. 1830) – syn poprzedniego, pułkownik i potem generał brygady (generał major); służył w regimencie ułanów na Kaukazie podczas wojny rosyjsko-tureckiej, od 1828 do 1829 zaufany Iwana Fiodorowicza Paskiewicza. Wspomniany w Podróży do Arzrum Puszkina. Z listu Puszkina do żony wiadomo o tragicznej śmierci Anrepa, który utonął w bagnie. Puszkin i Anrep zabiegali o względy Annette Woolf w 1826 roku.
- Joseph Carl von Anrep (ur. 1796, zm. 1860), brat poprzedniego, pułkownik w rosyjskiej armii, awansowany na generała na krótko przed śmiercią. W 1853 roku edyktem carskim otrzymał tytuł hrabiego von Anrep-Elmpt w celu zachowania tytułu dziadka od strony matki, hrabiego von Elmpt.
- Reinhold von Anrep-Elmpt (ros. Роман Иосифович Анреп-Эльмпт, ur. 1834, zm. 1888) – syn poprzedniego, był podróżnikiem. Od 1870 roku przedsięwziął liczne i odległe podróże, podczas których zwiedził pięć kontynentów i opisał swoje doświadczenia w wielu książkach.
- Wasilij Konstantynowicz von Anrep (ur. 1852, zm. 1927) – profesor medycyny sądowej i mąż stanu. Miał dwóch synów, nazwanych na pamiątkę dwóch pierwszych rosyjskich świętych: 
  - Borys Anrep (ur. 1883, zm. 1969) był artystą mozaicystą, działającym głównie w Wielkiej Brytanii
  - Gleb Anrep (ur. 1889, zm. 1955) był fizjologiem, współpracownikiem Pawłowa, członkiem Royal Society od 1928 roku, profesorem w Cambridge i w Kairze.